# Stelis harlingii
Stelis harlingii är en orkidéart som först beskrevs av Leslie Andrew Garay, och fick sitt nu gällande namn av Alec M. Pridgeon och Mark W. Chase. Stelis harlingii ingår i släktet Stelis och familjen orkidéer. Inga underarter finns listade i Catalogue of Life.